# Adolphe (1902)
El Adolphe fue un velero que naufragó en la desembocadura del río Hunter, en Nueva Gales del Sur (Australia), en 1904. El barco es ahora el más destacado de varios naufragios en lo que hoy es el rompeolas de Stockton, que protege el puerto de Newcastle. El rescate de la tripulación del barco ha pasado a la historia marítima local como uno de los más notables en aguas locales.

## Hundimiento

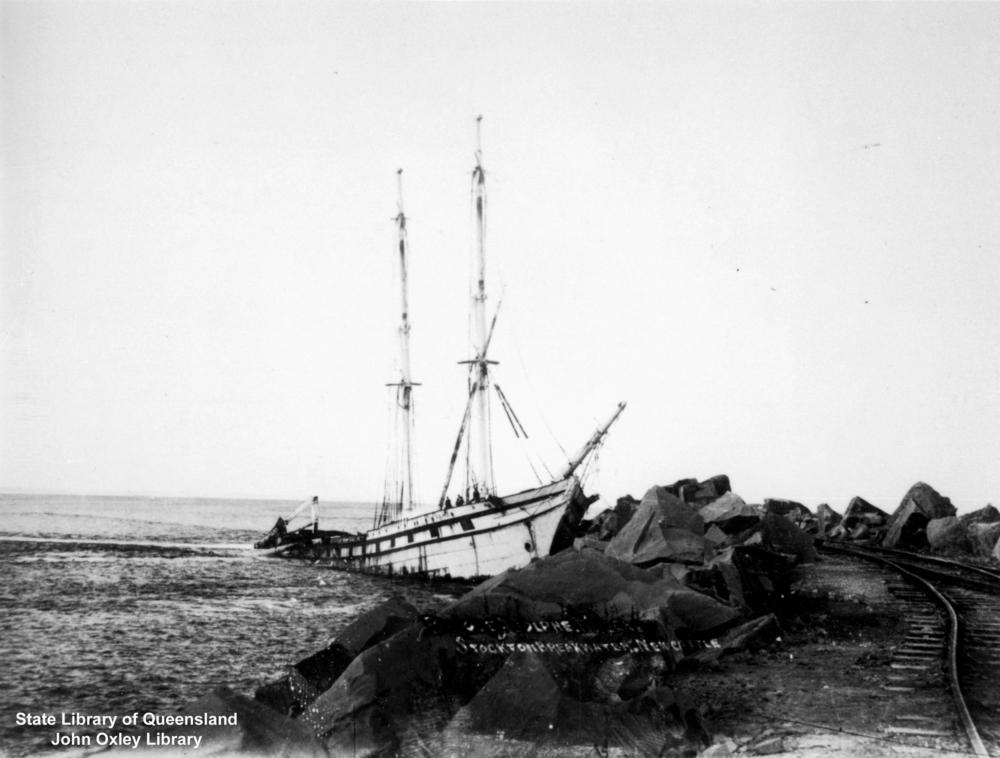
El Adolphe naufragó en el rompeolas de Stockton en Newcastle, Nueva Gales del Sur.

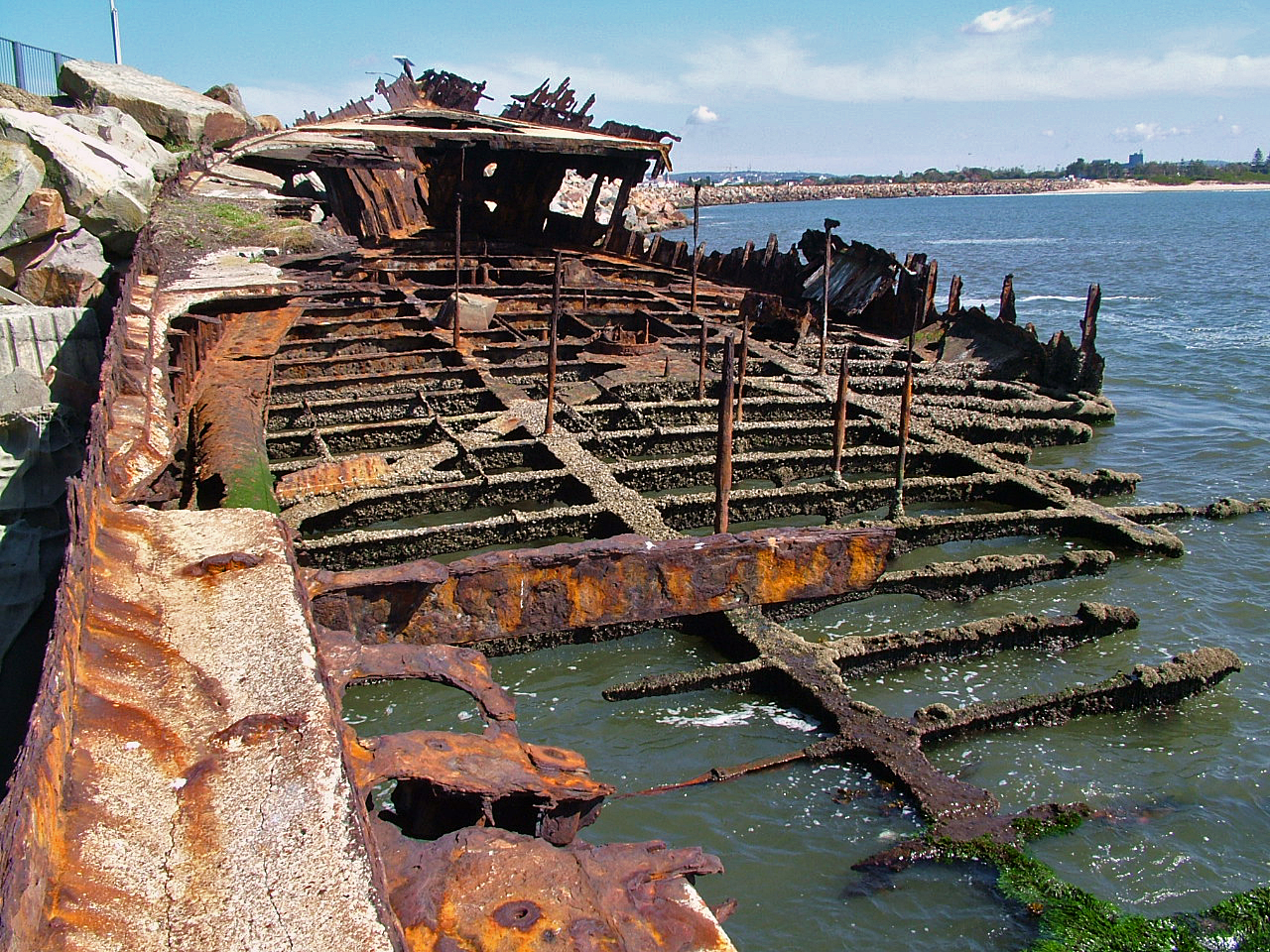
Restos del Adolphe en el año 2007.

El 30 de septiembre de 1904, el Adolphe estaba siendo remolcado a través de la entrada del puerto de Newcastle por los remolcadores Hero y Victoria tras un viaje de 85 días en lastre desde Amberes bajo el mando del capitán Lucas. El fuerte oleaje impidió a los remolcadores sujetarlo y, tras soltarse las amarras del remolcador, fue arrastrado primero contra el pecio del Colonist y luego golpeado por las olas, que lo obligaron a caer sobre otros pecios sumergidos en lo que entonces se llamaba Oyster Bank. 
El bote salvavidas se apresuró a llegar al lugar y en dos horas los 32 tripulantes habían sido rescatados. El rompeolas norte de la entrada del puerto de Newcastle se amplió tras la pérdida del Adolphe. El cónsul francés realizó una visita oficial a Newcastle para reconocer los esfuerzos de la tripulación del bote salvavidas.
Cuando se amplió el rompeolas en 1906 y se llegó a los restos del Adolphe, se retiraron los dos mástiles y el foque que quedaban por razones de seguridad. Actualmente descansa sobre los restos del SS Wendouree, naufragado en 1898, y del SS Lindus, perdido en 1899. La ubicación del pecio es aproximadamente 32°54′49.46″S 151°47′50.21″E.